# Astracantha macrlacis
Astracantha macrlacis là một loài thực vật có hoa trong họ Đậu. Loài này được (Boiss. & Buhse) Podl. miêu tả khoa học đầu tiên năm 1983.